# Auris
För tidningen, se Auris (tidning).
Auris är en kommun i departementet Isère i regionen Auvergne-Rhône-Alpes i sydöstra Frankrike. Kommunen ligger i kantonen Le Bourg-d'Oisans som tillhör arrondissementet Grenoble. År 2022 hade Auris 187 invånare.

## Befolkningsutveckling
Antalet invånare i kommunen Auris
Referens:INSEE